# Biblioteca Angelica
La Biblioteca Angelica è una biblioteca italiana, che si trova a Roma in piazza Sant'Agostino, nei pressi di piazza Navona, accanto alla basilica di Sant'Agostino in Campo Marzio.
Il patrimonio della biblioteca è piuttosto articolato: i manoscritti sono circa 2.700 tra latini, greci ed orientali, e 24.000 i documenti sciolti. La biblioteca possiede inoltre più di 1.100 incunaboli e circa 20.000 cinquecentine; 10.000 circa sono le incisioni e le carte geografiche conservate dall'istituzione. Imponente è anche il posseduto di libri contemporanei, per cui è previsto il servizio di prestito.
La biblioteca rappresenta, in virtù della natura del suo patrimonio librario, un punto di riferimento imprescindibile per chi voglia studiare il pensiero di sant'Agostino e la storia dell'ordine agostiniano nonché quella della Riforma protestante e della controriforma cattolica.

## Storia

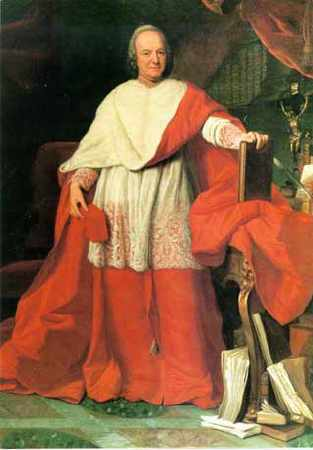
Il cardinale Passionei

Aperta nel 1604, l'Angelica è considerata nel contesto europeo assieme alla biblioteca Ambrosiana di Milano e alla Biblioteca Bodleiana di Oxford come uno dei primi e più chiari esempi di biblioteca "pubblica", ovvero di un'istituzione creata con il chiaro intento di fornire accesso ai libri ad una comunità di lettori quanto più ampia possibile.
La biblioteca Angelica venne fondata grazie al lascito del vescovo marchigiano Angelo Rocca (1546-1620), da cui prese il nome. Questi, agostiniano, affidò la propria ricca raccolta libraria ai frati del suo ordine presenti a Roma, dotandola di proprie rendite e prescrivendone l'apertura a tutti, senza limite di sorta. In linea con questa visione del ruolo "divulgativo" della biblioteca, nel 1608 Rocca pubblicò un breve testo intitolato Bibliotheca Angelica il cui scopo era di fornire all'utente una prima introduzione al materiale contenuto nell'Angelica. Dopo la morte di Rocca, il patrimonio della biblioteca iniziò molto presto ad accrescersi grazie a nuove donazioni: nel 1661 Lucas Holste, custode della Biblioteca Apostolica Vaticana, lasciò agli agostiniani dell'Angelica la sua ampia collezione di libri a stampa; nel 1762, grazie alle rendite di cui si parlava, fu acquistata la biblioteca del cardinale Domenico Passionei, morto l'anno precedente. Questa acquisizione in pratica raddoppiò il patrimonio della biblioteca, e ne determinò in larga parte l'orientamento scientifico: il cardinale Passionei, infatti, era stato legato pontificio in vari paesi dell'Europa protestante, e vi aveva acquistato un larghissimo numero di testi religiosi e polemici; egli era legato, tra l'altro, all'ambiente del giansenismo romano. È a questo ampliamento della collezione che risale l'attuale sistemazione del salone monumentale dell'Angelica, dovuta alle sopravvenute esigenze di spazio: sistemazione dovuta all'architetto Luigi Vanvitelli e ultimata nel 1765.
Nel 1873, come previsto dalla legge, emanata sei anni prima, di eversione dell'asse ecclesiastico, la biblioteca fu acquisita dal neonato Stato italiano. L'arricchimento del patrimonio librario continuò anche in questo periodo: nel 1919 vi fu incorporata un'importante collezione di opere edite da Giambattista Bodoni, e alla fine del secolo vi pervenne la curiosa raccolta di 954 libretti d'opera ottocenteschi appartenuta a Nicola Santangelo, già ministro degli Interni del Regno delle due Sicilie e appassionato melomane.
Dal 1940 l'Angelica è sede dell'Accademia letteraria dell'Arcadia, di cui conserva, tra l'altro, il patrimonio librario (circa 4000 pezzi).

Dal 1975 dipende dal Ministero dei beni e delle attività culturali e del turismo. Nello stesso anno fu acquisita la collezione libraria del critico letterario Arnaldo Bocelli.